# 北條宗時
北條宗時（？—1180年9月14日（治承四年八月二十四日）為平安時代末期的武士，乃北條義時同母兄長，同父異母的手足有北條政子、北條時房等，通稱三郎。

## 生平
宗時為伊豆國世族北條時政之長子。自從妹妹政子成為逃亡至伊豆的源賴朝之妻以後，北條家逐漸成為推翻平氏的集結中心。
1180年8月17日，他與父親時政、弟弟義時一起參加了對伊豆國司山木兼隆宅邸的進攻，是當日進攻軍的隊長。
8月23日，賴朝軍的300兵馬在相模国足柄下郡石橋山（小田原市）與大庭景親所率領的平家3000兵馬交戰，但賴朝軍寡不敵眾，賴朝軍潰走（石橋山之戰），但是景親未放鬆追擊，賴朝軍於是逃入山中。24日，在土肥實平的建議下，北條父子與賴朝分別，在時政與義時經箱根湯坂前往甲斐國途中，宗時也下山至桑原。途經伊豆國平井鄉（靜岡縣田方郡函南町平井），宗時在早川附近受到平家的伊東佑親軍包圍，為小平井久重所射殺。
1202年6月，他的父親時政下至伊豆國北條，以菩提悼念宗時的夢想。
至今於函南町的函南車站附近可以尋得宗時的墓碑。

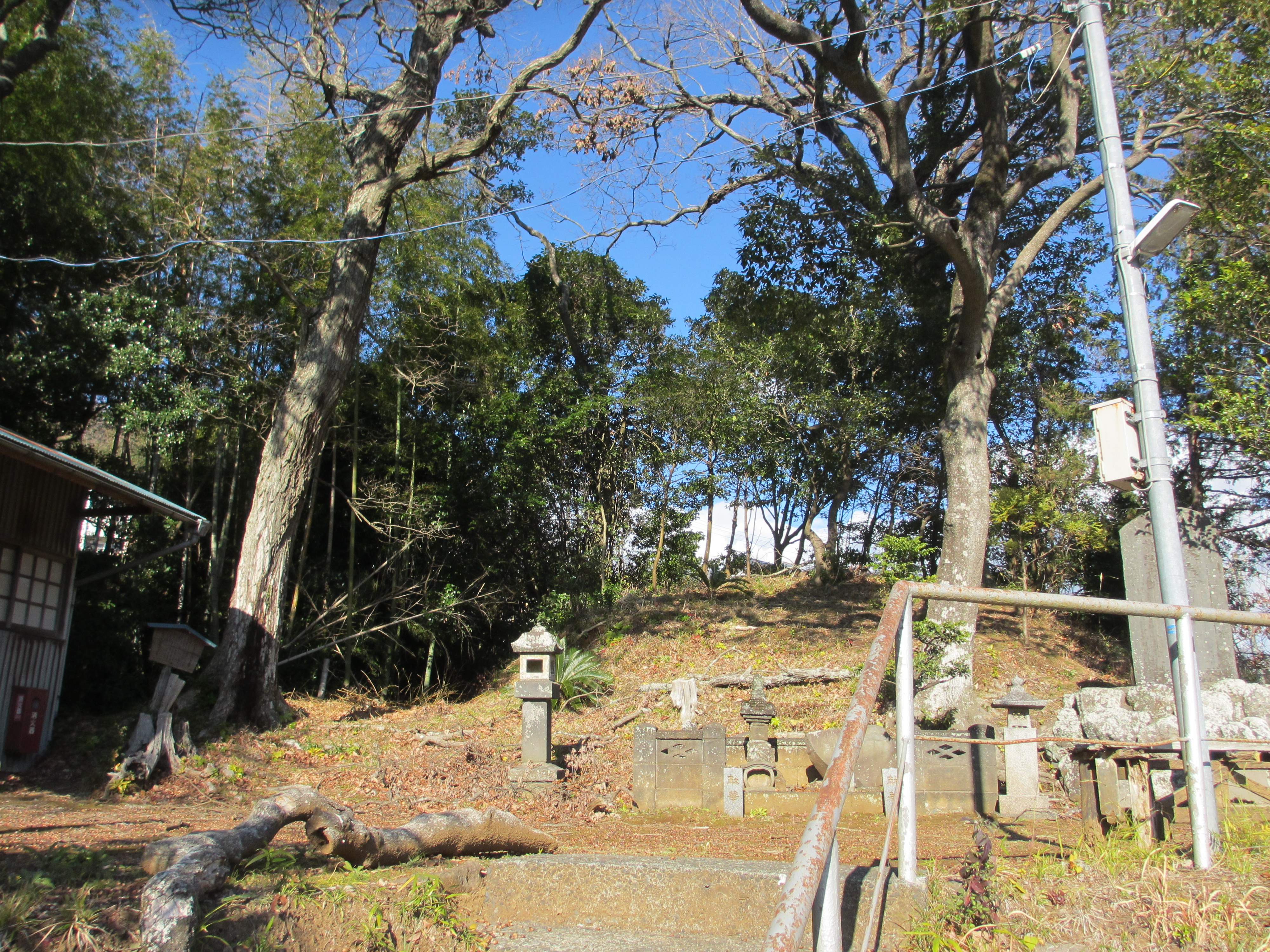
北条宗時墓全景（静岡縣田方郡函南町大竹、函南車站驗票口向右下方的右邊丘陵）
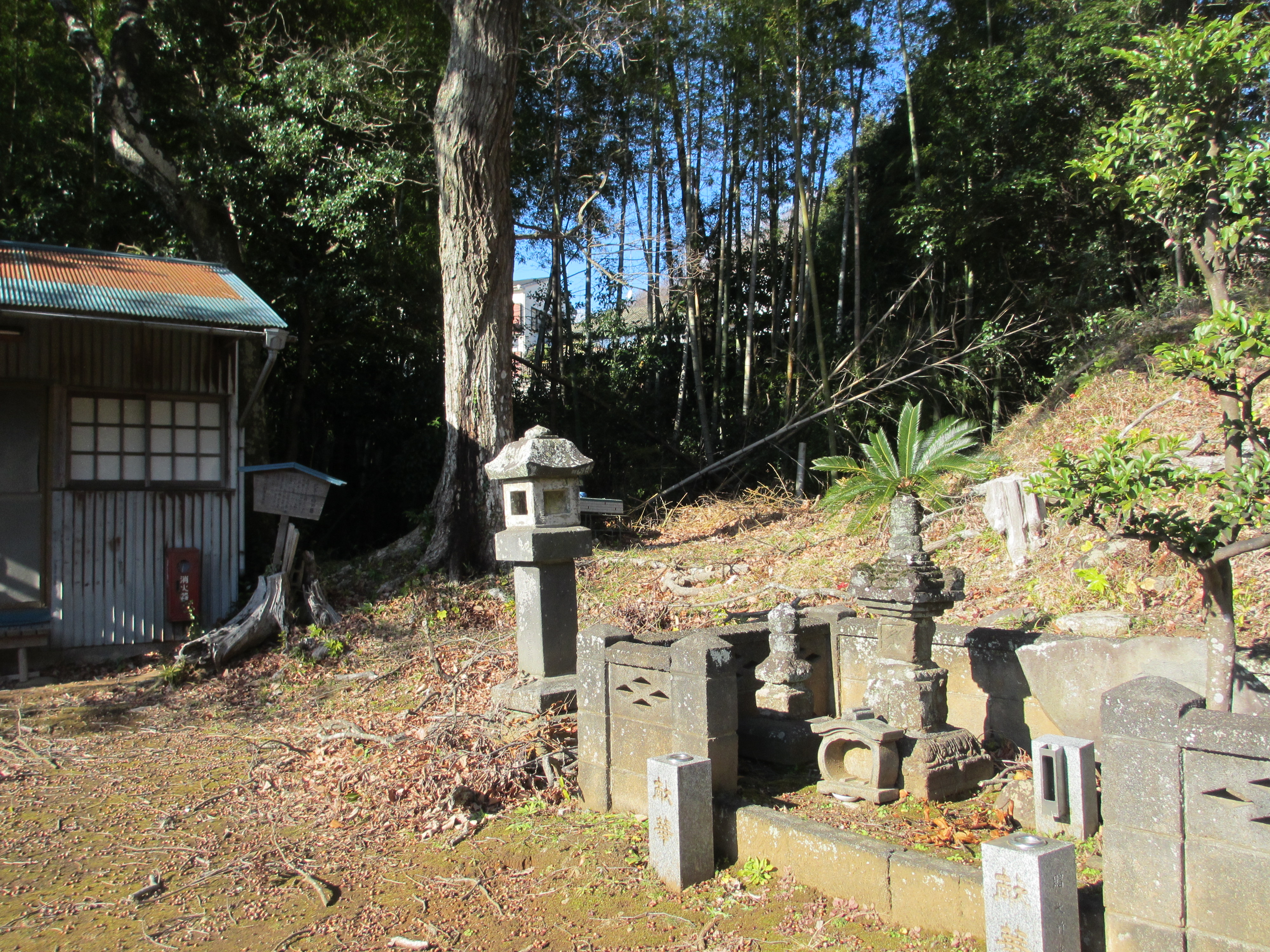
北条宗時墓近景（前方為北條宗時的墓碑、後方為工藤茂光的墓碑）